# Hans Bernhard
Hans Bernhard (Mainz, 22 de janeiro de 1918 - Heßloch, 23 de junho de 1972) foi um militar alemão que serviu durante a Segunda Guerra Mundial. Foi condecorado com a Cruz de Cavaleiro da Cruz de Ferro.

## Condecorações
- Cruz de Ferro 2ª Classe
- Cruz de Ferro 1ª Classe
- Cruz de Cavaleiro da Cruz de Ferro 9 de janeiro de 1945